# 結城満広
結城 満広（ゆうき みつひろ）は、室町時代中期の武士。下総結城氏第10代当主。通称は七郎、官職は中務大輔。

## 生涯
天授6年/康暦2年（1380年）、第9代当主・結城基光の子として誕生した。母は小山氏政の娘。
父と同様に鎌倉公方に臣従した。父にならって、2代公方・足利氏満の偏諱を受け満広と名乗り、親子ともに重用された。詳しい時期は不明だが、父から家督を譲られて10代目の当主となっている。氏満亡き後も3代満兼、4代持氏に臣従した。
応永23年（1416年）3月9日あるいは4月9日、父に先立って死去した。37歳。
「結城系図」には「院号紛失」とあり、「後年諡瑞光院殿、法名聖竜、道号雲叟」としている。下妻市光明寺所蔵の「結城系図」では「道号雲叟聖竜」と記されている。
家督は、満広の弟で、小山氏を継いだ小山泰朝の子・氏朝が猶子として継承した

## 多賀谷満義について
「多賀谷系図」では、満広の子・満義（光義）が多賀谷政朝の娘を娶り、その間に生まれたのが、祥賀と祥英（または祥永）の兄弟としているが、このことは他の史料によって裏づけられていない。また、満義（光義）という人物の存在自体、検討を要する。